# You Mean the World to Me
A You Mean the World to Me Toni Braxton amerikai énekesnő első, Toni Braxton című albumának ötödik kislemeze. Az 1994 májusában megjelent dal nagy sikert aratott a rádiókban, a 7. helyre került az amerikai Billboard Hot 100 slágerlistán és a 3. helyre a Billboard Hot R&B/Hip-Hop Songs listán.
A videóklipben Braxton egy villában zongorázik. 1994 tavaszán és nyarán gyakran játszották a tévében.

## Változatok
CD maxi kislemez (Egyesült Államok)
1. You Mean the World to Me (Radio Edit) – 4:00
2. You Mean the World to Me (Radio Edit Remix) – 4:11
3. You Mean the World to Me (Extended Mix) – 5:32
4. Seven Whole Days (Live) – 6:15

CD maxi kislemez (Egyesült Királyság)
1. You Mean the World to Me (Radio Edit) – 4:00
2. You Mean the World to Me (Extended Mix) – 5:32
3. Seven Whole Days (Ghetto Vibe) – 6:32
4. Seven Whole Days (Live) – 6:15

Mini CD (Japán)
1. You Mean the World to Me – 4:56
2. Seven Whole Days (Live) – 6:15

12" kislemez (Egyesült Királyság)
1. You Mean the World to Me (Extended Mix) – 5:32
2. Seven Whole Days (Ghetto Vibe) – 6:32
3. Seven Whole Days (Ghetto Vibe Instrumental) – 6:36

Videókazetta (USA, promó)
1. Another Sad Love Song (videóklip)
2. You Mean the World to Me (videóklip)
3. Breathe Again (videóklip)

## Helyezések
| Slágerlista (1994)                             | Legmagasabb helyezés |
| ---------------------------------------------- | -------------------- |
| USA Billboard Hot 100                          | 7                    |
| USA Billboard Hot R&B/Hip-Hop Singles & Tracks | 3                    |
| USA Billboard Adult Contemporary               | 4                    |